# Renato Pestriniero
Œuvres principales
- Au-delà du village enchanté
- Venezia : la ville au bord du temps

Renato Pestriniero, né le 9 juillet 1933 à Venise (Vénétie), est un écrivain de science-fiction italien.
Il a publié plus d'une centaine d'ouvrages, dont des romans, des nouvelles et des essais. Ses livres ont été traduits dans les principales langues européennes et il a également une expérience de peintre et de scénariste pour la radio et la télévision. Le film La Planète des vampires, réalisé par Mario Bava en 1965, est adapté d'une de ses nouvelles de science-fiction, Una notte di 21 ore.

## Biographie
Jusqu'en 1988, il a travaillé comme contremaître et correspondant étranger à la succursale de Venise d'une multinationale suisse. Il est marié et père d'une fille.
Il commence à publier des nouvelles en 1958, en les soumettant à Oltre il cielo, une revue spécialisée dans la science et la technologie ainsi que dans la science-fiction, et en signant son nom des initiales « Pi Erre ». Il a publié plus d'une centaine de nouvelles, sept romans, quatre anthologies personnelles et divers essais. En 1982, il a développé une nouvelle avec Alfred Elton Van Vogt dans son roman Au-delà du village enchanté. De sa nouvelle Una notte di 21 ore (1960), le réalisateur Mario Bava a tiré le film La Planète des vampires (1965).
Parmi les autres romans de Pestriniero, citons  Il nido al di là dell'ombra (1986) et Settantacinque Long Tons (2002). En France, un recueil de ses nouvelles est sorti en 1994 chez Denoël intitulée Venezia : la ville au bord du temps. En 1999, il a publié le guide historico-légendaire Cercare Venezia, avec des illustrations à l'aquarelle de Neil Watson.
Sa nouvelle Les Hommes des tableaux (Quelli del quadri, 1972) est incluse dans l'anthologie Le Livre d'or de la science-fiction : Science-fiction italienne.